# Runaway: A Road Adventure
Pour les articles homonymes, voir Runaway.
Runaway: A Road Adventure est un jeu vidéo développé par le studio espagnol Pendulo Studios. Il s’agit d’un jeu d'aventure en pointer-et-cliquer sorti en 2003 sur PC. Accroche: Le retour de la grande aventure.
Le jeu marque le grand retour au genre après une longue période de creux, où les aventures à la souris avaient cédé le pas à d'autres genres ou interface (notamment l'exploitation de la 3D dans Grim Fandango ou Escape from Monkey Island). Développé par un studio espagnol, le jeu raconte l'aventure de Brian Basco, un new-yorkais d'une vingtaine d'années qui, alors qu'il se rend dans sa future université à Berkeley fait la connaissance de Gina Timmins, une jolie jeune fille que l'on tente d'assassiner. Une grande aventure va alors commencer, aventure qui les mènera de Chicago aux plaines Hopis.
Une suite est sortie fin 2006, Runaway 2: The Dream of the Turtle, et un troisième épisode, Runaway: A Twist of Fate, est sorti le 26 novembre 2009 et conclut la série.

## Histoire
Brian Basco est à la fois le narrateur de l'histoire et le personnage principal incarné par le joueur. Brillant étudiant, il s'apprête à rejoindre l'université de Berkeley en Californie pour poursuivre ses études. Décidant au dernier moment de passer par Manhattan pour y chercher un livre, il renverse en voiture une jeune fille troublée et effrayée qui s'est presque jetée sous ses roues. Un homme habillé en jaune observe la scène de loin.
Chapitre 1 : Le grand sommeil : Brian accompagne la jeune fille à l'hôpital, et celle-ci lui raconte son histoire. Elle s'appelle Gina et est chanteuse au Pink Iguana, un bar de la ville. Juste avant l'accident, le père de Gina, qui travaille au gouvernement, venait de lui confier un mystérieux crucifix, visiblement ancien, en lui ordonnant de n'en parler à personne. Gina a ensuite vu son père être abordé par deux hommes, les frères Sandretti, parrains de la mafia locale, qui l'ont emmené dans le sous-sol du bar. L'interrogatoire du père de Gina avait pour but de lui faire rendre le crucifix qu'il n'avait plus en sa possession. L'interrogatoire ne donnant rien, Gina affirme avoir vu son père se faire tuer accidentellement par Gustav et Fédor, gros bras des frères Sandretti, et, prise de panique, aurait couru dans la rue tout en étant poursuivie, jusqu'à se faire heurter par Brian. Après son récit, Gina s'endort grâce aux calmants administrés par une infirmière. Brian est intrigué par le charme de la jeune fille et veut lui venir en aide. Il installe un mannequin dans un lit adjacent à celui de la jeune fille et lui sauve ainsi la vie : Fédor arrive au cours de la nuit dans la chambre d'hôpital et tire une balle sur le mannequin sans s'apercevoir qu'il ne s'agit pas de Gina. Au réveil de cette dernière, Brian lui raconte l'incident de la nuit et tous deux décident de s'enfuir ensemble. Leur cavale les mène à Chicago où Brian connait Clive, un ami archéologue qui pourrait leur en dire plus sur le mystérieux crucifix. À peine arrivés, un indic appelle Gustav et Féodor et les renseigne sur la présence de Gina et Brian.
Chapitre 2 : Le mystère du crucifix : Clive est étonné de cette visite impromptue, mais accepte de faire visiter à Gina le muséum d'histoire naturelle où il travaille, laissant le champ libre à Brian. Ce dernier rencontre le Dr Susan Olivaw qui serait capable de restaurer le crucifix en piteux état, mais celle-ci est débordée de travail à cause de l'imminence d'une exposition d'art maya. Avec l'aide de Willy, homme à tout faire ayant accès aux parties les mieux protégées du musée, Brian parvient à faire passer le crucifix pour une pièce de l'exposition et Susan s'occupe en urgence de sa restauration. Une fois nettoyé, le crucifix est analysé et se révèle être un objet appartenant aux indiens Hopis, vivant dans le désert du même nom. Clive appelle alors Brian en urgence en annonçant que Gina est en danger. Il s'agit toutefois d'un piège : Clive a vendu Gina et son ami aux tueurs, croyant sauver sa peau. Cet acte n'est cependant pas suffisant pour que les tueurs lui laissent la vie sauve.
Chapitre 3 : La grande évasion : Les gangsters molestent Brian puis l'abandonnent inconscient pour interroger Gina. Quand l'étudiant se réveille, il est enfermé dans une cabane située en plein désert. Gina est enfermée et interrogée dans une pièce voisine de la sienne. À force de persévérance, il parvient à s'échapper et tombe par hasard sur un autobus en panne habité par trois drag queens, laissées en plan par leur manager véreux. Elles n'acceptent d'aider Brian que si celui-ci les aide en retour. L'étudiant met au point un plan pour sauver Gina avec l'aide des drag queens, tout en permettant à celles-ci d'avoir un moyen de repartir. Le plan consiste à faire sortir les tueurs de la cabane et ainsi laisser la voie libre pour libérer Gina, immobiliser les tueurs pour les empêcher de répliquer, et enfin s'emparer de leur hélicoptère pour quitter les lieux en compagnie des drag queens ayant aidé à la mise en œuvre du plan. Brian et Gina rejoignent ainsi le désert Hopi pour continuer les recherches sur le crucifix. Par inadvertance, Gina tombe dans un puits de mine d'une ancienne mine d'or, et ne donne plus signe de vie. Tandis que Brian songe à tout abandonner, un mystérieux sorcier lui apparaît. Il se prétend Hopi et lui demande d'appuyer sur la tête du crucifix, qui se révèle être la clé de l'entrée d'une crypte sacrée. Pour accéder à cette crypte, Brian doit se rendre au village Hopi qui se trouve de l'autre côté de la mine abandonnée. Cependant, un lourd rocher en bloque l'entrée et Brian n'a pas de carte des lieux.
Chapitre 4 : Rencontre de drôles de type : En explorant les environs, Brian tombe sur une ville du far west, Douglasville, désertée autrefois à la suite d'un accident de train ayant ravagé plusieurs bâtiments. La ville n'est cependant pas totalement abandonnée : de jeunes gens ont décidé de s'y installer pour profiter de la tranquillité du lieu. Sushi, descendante du dernier maire de la ville, est une experte en informatique et a muni la mairie d'équipements derniers cris. Saturne, artiste, occupe l'étage du saloon et crée d'étranges sculptures. Robbie, alors absent, a semble-t-il un talent de botaniste exacerbé. Cette communauté vit en totale rupture avec le monde extérieur et accueille Brian avec plaisir. Ce dernier apprend qu'une carte de la mine se trouvait dans un coffre du sous-sol de l'ancienne banque de Douglasville, mais qu'on ne peut plus y accéder depuis l'accident de train. En revanche, en aidant un illuminé, Joshua, à entrer en contact avec des extraterrestres dans un cratère non loin de là, il récupère un équipement, une torche et une corde essentiels pour aller explorer la mine. Quant au rocher, Brian parvient à le faire déplacer par Oscar, un costaud au cœur tendre qui vit lui aussi dans le village. Brian est ainsi prêt à explorer la mine.
Chapitre 5 : Brian et la crypte sacrée : Se retrouvant de l'autre côté de la mine, Brian atteint enfin le village Hopi où il retrouve Gina, blessée mais bien vivante. Il parvient à lui faire une attelle de fortune, puis explore les environs. Il trouve l'entrée de la crypte sacrée et y rencontre le sorcier indien vu en rêve, qui lui confie un doigt humain dans un bocal, conservé dans du formol. Brian emmène ensuite Gina pour la confier à Mama Dorita, une soigneuse mystique dont la porte est gardée par Oscar.
Chapitre 6 : L'indien, la nonne et l'index : Mama Dorita est une médium, et peut entrer en contact avec les esprits. Brian propose de permettre à Gina de parler à son père, afin d'en savoir plus sur le doigt retrouvé. Toutefois, en essayant d'invoquer l'esprit du père de Gina, c'est avec l'esprit d'un certain « Joe l'Indien » que Mama Dorita entre en contact. Gina révèle alors toute la vérité. Au Pink Iguana, elle n'est pas chanteuse mais stripteaseuse. De même, ce n'est pas son père qu'elle a vu ce soir-là, mais un petit escroc du nom de Joe l'Indien. Joe avait fait un casse pour les Sandretti cinq ans auparavant, mais l'argent (20 millions de dollars) n'avait jamais été retrouvé. Joe, qui avait dissimulé l'argent, a laissé à Gina le crucifix qui était le seul indice permettant de retrouver l'argent. Brian se sent blessé par ces révélations, mais aide tout de même Gina dans la recherche des 20 millions de dollars. Il découvre l'existence d'une sœur de Joe, nonne de son état, morte et dont le corps n'a jamais été retrouvé. Par ailleurs, Suchi l'aide à découvrir où se trouve l'argent : dans une banque ultra-sécurisée, où les coffres s'ouvrent avec une empreinte digitale. Tout prend sens : Joe avait demandé à sa sœur de mettre l'argent à la banque, puis l'avait tuée pour éviter qu'elle parle. Il n'avait conservé que son doigt pour ouvrir le coffre à l'avenir. Alors que Brian et Gina sont parvenus à reconstituer ce fil d'événements, Gustav et Féodor arrivent sur place. Oscar les enferme néanmoins sans mal dans l'ancienne prison de la ville. Les deux bandits sont par la suite assassinés par les frères Sandretti ayant cru, à la suite d'une astuce de Sushi, qu'ils avaient retrouvé l'argent et l'avaient gardé pour eux. Brian et Gina ont désormais la voie libre pour retirer l'argent avec succès et aller vivre des jours heureux sous les tropiques.

## Interface et système de jeu
Le jeu reprend les codes des derniers Pointer-et-cliquer, notamment une interface reprise de la série Les Chevaliers de Baphomet, à savoir un curseur qui évolue selon la zone pointée : sur le sol, il prend l'apparence d'une croix pour indiquer où aller (la croix est identique à celle utilisée dans les premiers jeux LucasArts du genre), sur une personne, il se change en bouche pour indiquer que l'on peut lui parler, un clic droit permet de l'observer. Sur un objet, il permet soit de le saisir et de le stocker dans un inventaire, soit de l'observer ou encore de l'actionner dans le cas d'un mécanisme.
L'histoire est divisée en six chapitres menés chacun par un objectif principal : une fois ce dernier atteint, le chapitre est terminé, et une séquence de narration vient introduire le suivant. Afin d'atteindre cet objectif principal, des objectifs secondaires, ou quêtes viennent s'ajouter progressivement. Il s'agira généralement de rendre service à un PNJ ou de trouver/confectionner un outil qui permettra d'accéder à un nouveau lieu ou de provoquer un évènement utile pour la suite de l'histoire.
Selon la tradition des jeux Lucas Arts, le joueur incarnant le protagoniste, Brian Basco, ne peut ni être bloqué dans sa progression -en ayant fait une action conduisant à une impasse et nécessitant une relance d'une sauvegarde, voire du jeu entier- ni mourir: cela permet de tester les combinaisons les plus folles, car en outre des dialogues et des objets à ramasser et à utiliser dans un autre contexte, il conviendra souvent de les combiner pour obtenir un autre objet, de par ailleurs beaucoup plus utile pour la suite de la quête. Le joueur dispose de peu d'indices, et certaines combinaisons sont étranges, voire totalement absurdes. Ce décalage entre l'univers, assez réaliste et « tangible », et les énigmes assez tordues a fait l'objet d'une certaine critique envers le jeu.
Les graphismes de Runaway sont un hybride entre une imagerie 3D et un dessin 2D conventionnel. En effet, si tous les décors ont été dessinés à la main, donnant résolument un cachet old school au tout avec des zones remplies de détails dans un style assez cartoon, les personnages ont été eux animés en trois dimensions, avant d'être repris pour que leur apparence s'approche plus d'un dessin en deux dimensions « conventionnels » pour une meilleure harmonie avec les décors. Cela donne une animation très riche, surtout au niveau des visages, au détriment de personnages parfois un peu rigide dans leurs démarches. Signalons que les personnages n'ont pas des proportions correctes la plupart du temps mais visent plus la caricature.

## Bande son

### Musique
Si les zones traversées n'ont par contre que très peu d'ambiance musicale, tout juste un fond sonore donnant du cachet à l'atmosphère, le thème principal entendu en ouverture du jeu sera décliné en une version disco que l'on pourra entendre au sein d'une unique zone et en fermeture du jeu. Cette bande est l’œuvre du groupe Liquor, et la chanson est intitulée, comme le nom du jeu, Runaway.

### Voix originales
- Marc Biagi : Brian Basco
- Lani Minella : Gina Timmins, Sushi Douglas
- Dave Rivas : Rutger, Joshua Smith
- Chris Wilcox : Saturn

### Voix françaises
Le jeu a bénéficié d'un doublage français d'excellente facture donnant une identité propre au jeu. De plus, les traducteurs ont fait un grand travail d'adaptation en incorporant des références purement françaises ou francophones au sein des dialogues (comme une référence, dans le chapitre trois, au sketch Le Train pour Pau du duo de comiques Chevallier et Laspalès : « Il y en a qui ont essayé, ils ont eu des problèmes ! »), souvent drôles ou absurdes à la base.
Brian Basco : Thierry Ragueneau

Gina Timmins : Barbara Tissier

Susan Olivaw : Françoise Cadol

Willy & Rocco : Emmanuel Garijo
Clive : Martial Le Minoux
Mama Dorita : Françoise Cadol

Joshua & Roberto Sandretti : Gilbert Levy

Gustav : Jacques Albaret

Féodor : Pascal Renwick

Sushi Douglas : Marine Boiron

Saturne, Wupuchim & Mariola : Marc Saez

Robbie (Robert Plante) & Lula : Serge Faliu

Carla : Christian Pelissier

Oscar : Sylvain Lemarié

## Accueil

### Critique
- Adventure Gamers : 4,5/5[1]
- Jeux vidéo Magazine : 16/20[2]

### Récompenses
Le site allemand Adventure-Archiv a décerné à Runaway: A Road Adventure le prix de « Meilleur jeu d'aventure 2002 » (« Bestes Adventure 2002 »). Il s'agit de la plus haute récompense que le site attribue chaque année.

## Postérité

### Rééditions
Le jeu a connu trois éditions successives : l'édition de base, composée de trois CD-Roms (chacun couvrant deux chapitres de l'aventure), une édition dans la « collection aventure » composée d'un seul DVD, avec en plus du jeu le making of, des bandes-annonces et des vidéos clip, et une édition « deluxe » avec l'OST du jeu en plus de ces bonus.

## Clins d'œil et références
- - Joshua, dans le cratère proche de Douglasville est en contact avec les extraterrestres de Trantor, Trantor qui est la planète créée par Isaac Asimov pour être la planète capitale de l'empire de notre galaxie dans un futur très éloigné.
- - De même, la méthode utilisée par Joshua pour rentrer en contact avec les extraterrestres fait référence à Rencontres du troisième type (utilisation d'une séquence musicale et mélodie utilisée).
- - Autre clins d'œil à Isaac Asimov, le Pr Susan Olivaw restauratrice du musée, et Olivaw est le nom du robot Daneel Olivaw, cocréateur de la phsychohistoire, cofondateur de la Fondation, cocréateur également de la loi zéro pour les robots et ensuite pour le reste de l'humanité, créateur de Gaia, ancien premier ministre sous Cléon du temps de Hari Seldon.
- - Robert Plante, le rasta qui vit à Douglasville est une référence au chanteur de Led Zeppelin, Robert Plant. De plus Robert est aussi le prénom de Bob Marley dont il a le portrait dans son atelier.
- - Joe l'indien, le truand qui se fait tuer par les sbires des Sandretti, fait quant à lui référence à Tom Sawyer.
- - La rencontre des trois Drag Queen dans le désert fait référence au film Priscilla folle du désert